# ورنی، رهن
ورنی، رهن (به فرانسوی: Vernay, Rhône) یک کمون در فرانسه است که در Canton of Beaujeu واقع شده‌است.

## خصوصیات
ورنی ۵٫۵۹ کیلومترمربع مساحت و ۱۱۸ نفر جمعیت دارد و ۶۵۰ متر بالاتر از سطح دریا واقع شده‌است.